# حق سکوت
حق سکوت، یک اصل قانونی است که به هر فردی حق خودداری از پاسخگویی به سوالات افسران مجری قانون یا مقامات دادگاه را تضمین می‌کند. این موضوع، یک حق قانونی است که در بسیاری از نظام‌های حقوقی جهان به‌طور صریح یا بر اساس قرارداد، به رسمیت شناخته شده‌است.
این حق، چند موضوع را در بر می‌گیرد که بر حق متهم یا مجرم، جهت امتناع از اظهارنظر یا ارائهٔ پاسخ در هنگام سؤال، پیش یا در حین رسیدگی قضایی در دادگاه حقوقی است. این اصل، می‌تواند حق اجتناب از «خودمتهم‌سازی» یا حق سکوت در هنگام بازجویی باشد. این حق، همچنین ممکن است شامل این شرط باشد که قاضی یا هیئت منصفه نمی‌توانند در مورد امتناع متهم از پاسخ دادن به سؤالات پیش، یا در حین محاکمه یا هر روند قانونی دیگر، استنباط نامطلوبی داشته باشند. این حق تنها بخش کوچکی از حقوق متهم را در کل تشکیل می‌دهد.
منشأ اصل حق سکوت، به اعتراض سِر ادوارد کوک به دادگاه‌های کلیسایی و سوگند رسمی آن‌ها نسبت داده می‌شود. این موضوع، در اواخر سده هفدهم میلادی، به عنوان واکنشی به افراط در تفتیش عقاید سلطنتی در این دادگاه‌ها، در قوانین بریتانیا تثبیت شد. در ایالات متحده، اطلاع‌رسانی به مظنونین از حق آن‌ها برای سکوت و عواقب دست کشیدن از این حق، بخش مهمی از حقوق میراندا را تشکیل می‌دهد.
در حدود ۱۰۸ کشور در سراسر جهان هشدارهایی دربارهٔ حق سکوت داده شده‌است.